# Identi.ca
Identi.ca — сервер децентрализованной социальной сети для блогинга на основе свободной платформы pump.io; ранее — на основе платформы StatusNet в режиме микроблогинга.
Сервис позволяет пользователям отправлять сообщения. При StatusNet это были только текстовые сообщения длиной до 140 символов с некоторой обработкой ссылок на изображения;[уточнить] с переходом на pump.io появилась поддержка форматирования с картинками.

## StatusNet
Будучи сервером StatusNet, Identi.ca была похожа на Twitter как концепцией, так и аспектами работы, но предоставляла множество возможностей, которые на данный момент не имеют аналогов в Twitter, включая поддержку протокола XMPP (ранее известного как Jabber) и личное облако тегов. Дополнительно Identi.ca позволяет свободный экспорт и обмен информацией, как личной, так и о друзьях, основанный на стандарте FOAF; это дает возможность перенаправлять сообщения в аккаунт Twitter или другой аналогичный сервис или портировать в сервис с закрытым доступом, например, Yammer.
Более 8000 регистраций и 19000 изменений статусов произошло в первые 24 часа после открытия публичной регистрации 2 июля 2008 года, рубеж в 1000000 был преодолен 4 Ноября 2008 года. В январе 2009 Identi.ca получила венчурные вложения от Монреальской группы.
30 марта 2009 г. Control Yourself (с этого момента эта компания именуется StatusNetInc) анонсирует, что Identi.ca должна стать частью сервиса микроблогинга, именуемого status.net, который должен быть запущен в мае 2009 года. Status.net предлагает индивидуальные микроблог-сервисы на доменах третьего уровня, выбираемых заказчиком. Identi.ca остаётся бесплатным сервисом. Все сообщения по умолчанию публикуются под лицензией Creative Commons Attribution версии 3.0. Заказчики, оплачивающие хостинг, могут выбрать другую лицензию.

## pump.io
В июле 2013 года сервис Identi.ca перешёл со StatusNet на новую платформу pump.io.
Регистрация прекращена, рекомендуется организация своих серверов (также было прекращено создание новых серверов на хостинге StatusNet «Status.Net»; популярность этих сервисов рассматривалась как помеха распространению децентрализации); исчезло упоминание лицензии CC BY в «подвале» страницы.
Интерфейс (веб-приложение) Identi.ca является рядовым клиентом к pump.io.
В результате смены ПО появилась поддержка форматирования текста в сообщениях, исчезли не реализованные в pump.io на сентябрь 2013 страница с популярными записями, поддержка групп и хештэгов.

## Публикации
- Rosenberg, Dave (3 июля 2008). Identi.ca--open-source Twitter?. CNET news. Архивировано 14 сентября 2013.
- Hopkins, Mark (2 июля 2008). identi.ca: The Force is Strong with This One (But is no Jedi, Yet). Mashable. Архивировано 16 февраля 2017.
- Terdiman, Daniel (6 октября 2008). Taking on Twitter with open-source software. CNET news. Архивировано 26 августа 2012.